# Mistral (S-73)
Mistral (S-73) byla ponorka Španělského námořnictva, která byla vyřazena ze služby roku 2021. Jednalo se o jednotku třídy Galerna.

## Historie
Stavba ponorky začala 30. května 1980 v loděnici v Cartageně španělské loďařské firmy E.N. Bazán, kde byla 14. listopadu 1983 spuštěna na vodu za přítomnosti premiéra Felipe Gonzáleze, ministra obrany Narcise Serry a náčelníka štábu námořnictva Saturnina Suanzese de la Hidalgy. V roce 2010 se ponorka účastnila operace NATO Active Endevour ve Středozemním moři. O rok později se zúčastnila mezinárodní operace v Libyi, kde operovala společně se sesterskou ponorkou Tramontana (S-74). Ve dnech 4. až 8. července 2011 se ponorka Mistral zúčastnila cvičení MARSUB-1 ve Středozemním moři ještě s ponorkami Galerna (S-71) a Tramontana (S-74). V říjnu 2011 začala modernizace ponorky za 30 milionů eur, která trvala až do února 2014. V prosinci 2019 oznámilo námořnictvo, že již nebude prodlužovat životnost ponorky a Mistral byla tedy 26. února 2021 oficiálně vyřazena ze služby.

## Výzbroj
Ponorka Mistral byla vyzbrojena protilodními střelami SM39 Exocet a čtyřmi 550mm torpédomety pro dvacet torpéd ECAN L5 Mod 3 nebo ECAN FI7 Mod 2. Ve výbavě ponorky bylo ještě devatenáct námořních min.